# IPhone SE
|  | No s'ha de confondre amb Macintosh SE. |

L'iPhone SE és un telèfon intel·ligent d'alta gama dissenyat i comercialitzat per Apple Inc. com a part de la sèrie de dispositius iPhone. Va ser presentat el 21 de març de 2016 a la seu de Cupertino d'Apple, i va ser llançat el 31 de març de 2016. Malgrat tenir èxit cronològicament el llançament de la família de l'iPhone 6, l'iPhone SE serveix com a successor de l'iPhone 5S. Manté la mida de la pantalla de 4 polzades i el disseny en gran manera idèntic al 5S, però inclou actualitzacions de maquinari seleccionades del model més gran de l'iPhone 6S, inclòs el seu processador actualitzat, càmera posterior i suport per a les característiques de programari d'iOS 10, tal com Apple Pay, activació de Siri sempre encesa, i fotos en viu. També va presentar un nou color el Rose Gold, juntament amb l'estàndard Space Grey, Plata i Or. El model es va tornar a estrenar amb noves opcions d'emmagatzematge el 24 de març de 2017.
L'iPhone SE va ser rebut de manera positiva per part dels crítics, que van assenyalar el seu factor de forma familiar i el disseny, el maquinari millorat sobre els anteriors models d'iPhone de 4 polzades, així com el rendiment general i la durada de la bateria.

## Història
L'últim gran redisseny de l'iPhone, l'iPhone 6 de 4,7 polzades l'iPhone 6 Plus de 5,5 polzades, ha donat lloc a mides de pantalla més grans. Tanmateix, un gran nombre de clients preferien la mida de pantalla de 4 polzades de l'iPhone 5 i 5S; el 5S va ser el segon iPhone més popular després del 6 i, abans del 6S. Apple va declarar en el seu cas que van vendre 30 milions d'iPhones de 4 polzades l'any 2015. A més, es considerava que tenien el disseny 5 i 5S "ha estat durant molt de temps el fill daurat del disseny de telèfons d'Apple i un referent per a telèfons en general,". Es va descriure l'iPhone 5 "elegància arrelada en la forma en què l'alumini i el vidre treballen conjuntament. Es va sentir simplificat, encara que considerable, que és diferent de l'iPhone 6, que se sent només en grandària considerable. A més, a diferència dels racons arrodonits omnipresents del 6, l'iPhone 5 no s'assemblava a cap altra cosa del mercat en aquest moment."
El vicepresident de màrqueting d'Apple Phil Schiller va dir a Fortune que la "SE" en el seu nom era "edició especial".

## Especificacions

### Disseny
Les especificacions tecnològiques de l'iPhone SE són similars a les del iPhone 6S. El disseny exterior de l 'iPhone SE és gairebé idèntic al de l'iPhone 5S i l'iPhone 5, amb l'excepció de les vores mate aixamfranat i la inserció d'acer inoxidable logo d'Apple a la part posterior. Igual que l'iPhone 6S, l'iPhone SE està disponible en acabats d'or gris, plata, or i de color or rosa. Apple va declarar que els carcasses dissenyades per adaptar-se als 5 i 5S també s'adaptaran a un iPhone SE, ja que els tres telèfons tenen exactament les mateixes dimensions.

### Maquinari
Igual que passa amb el 6S, l'iPhone SE incorpora el sistema en xip (SoC) Apple A9 amb un coprocessador de moviment M9 i suporta NFC per a Apple Pay. Val la pena dir que el SoC A9 a l'iPhone SE supera el del 6. (Per comparació, l'iPhone SE té una puntuació de GeekBench de 2400 amb un nucli i 4069 en el multi nucli que es compara amb la puntuació de l'iPhone 6s de 2316 en un nucli únic i 3922 en multi nucli). També inclou una Pantalla Retina de 4 polzades a 326 ppi. Al llançament, va ser llançat en models amb 16 o 64 GB d'emmagatzematge intern; el 21 de març de 2017, Apple va anunciar que aquests models serien substituïts per nous models de 32 i 128 GB als mateixos punts de preu de llançament, alliberant-se el 24 de març de 2017.
Té la mateixa càmera posterior de 12 megapíxels, amb píxels que mesuren 1.22μ, com el 6S, amb capacitat de gravació 720p a 30 quadres per segon, per a la gravació de vídeo normal i fins a 240 fps per a càmera lenta. També inclou 1080p a 120 o 60 fps i 4K a 30 fps, així com un focus més ràpid. Malgrat la càmera posterior actualitzada, no té la mateixa càmera frontal, sinó que utilitza un sensor de 1,2 megapixel amb obertura f/2.4, però es beneficia del processador de senyal d'imatge millorat al xip A9, i suport per al programari "Flaix Retina" (que permet que la pantalla es faci servir com a flaix a la càmera frontal).
A diferència de l'iPhone 6S i el Plus 6S, el SE no inclou 3D Touch, ni la segona generació més ràpida i actualitzada del sensor Touch ID del 6S i 6S Plus, o el seu baròmetre.
A Amèrica del Nord, l'iPhone SE es presenta en dos models de maquinari, el model A1662 es va vendre desbloquejat per AT&T, T-Mobile, i Verizon i el model A1723 venut per Sprint o empreses canadenques.

### Programari
L'iPhone SE es va enviar amb iOS 9.3, amb suport a característiques exclusives de l'iPhone 6 i 6S com Apple Pay, fotos en viu, flaix retina i activació per veu sempre activada de Siri.

## Recepció
Lauren Goode de The Verge va considerar que l'iPhone SE era "un telèfon molt millorat i ben dissenyat, amb una gran durada de la bateria" i una "actualització de kickass" per als propietaris existents dels models 4S o 5S, tenint en compte el factor de forma familiar d'aquest dispositiu, d'alt rendiment (fins i tot considerant la mida de la pantalla com l'únic obstacle per a la multitasca i determinades aplicacions), i millora de la durada de la bateria. La qualitat i la funcionalitat de la càmera també van ser elogiades, argumentant que l'iPhone SE era un "una petita càmera de consum completament petita i potent" que va superar els altres telèfons intel·ligents en el seu rang de preus. Donant al dispositiu un 8,7 dels 10, Goode va argumentar que "l'iPhone SE no és un petit motor petit d'innovació. És tecnologia actual a l'organisme telefònic d'ahir. Igual que amb qualsevol cosa, hauríem de tenir cura de donar elogis a una cosa que només fa el seu treball."
CNET era igualment positiu, argumentant que Apple havia aconseguit la tasca d'adaptar el maquinari del 6S a tres factors de forma diferents; el més petit SE, el 6S de 4,7 polzades i el 6S Plus de 5,5 polzades. Es considera que l'iPhone SE era un "gran elecció a la petita part, sense compromisos", tot i recomanant que els compradors evitessin els models de 16  GB; l'iPhone SE va ser l'últim model d'iPhone que oferia 16 GB com a menor capacitat d'emmagatzematge; aquesta opció es va suprimir progressivament a tots dos iPhone 7, i després al SE.

## Cronologia dels models
Fonts: Biblioteca comunicat de premsa d'Apple